# Experimentele natuurkunde
De experimentele natuurkunde is de tak van de natuurkunde die zich bezighoudt met het bedenken en uitvoeren van experimenten en het doen van observaties. Dit in tegenstelling tot de theoretische natuurkunde, die fysische theorieën opstelt en uitwerkt, en de technische natuurkunde, die de bekende natuurkundige wetten toepast in apparaten, zoals machines, vliegtuigen, energiecentrales enzovoorts.

## Doel

### Bevestigen of weerleggen van een theorie
Een belangrijk doel van experimenten kan het bevestigen of ontkrachten van natuurkundige theorieën zijn. Het bedenken en uitvoeren van de experimenten vergt een grondige kennis van de theorieën die op de proef gesteld worden. Ook theoretisch natuurkundigen worden soms ingeschakeld om experimenten te bedenken, die experimenteel natuurkundigen dan uitvoeren.

### Verkennen
Daarnaast zijn verkennende experimenten essentieel - denk aan de proeven die Röntgen deed om röntgenstraling te karakteriseren.

### Aanvullen
Vele proeven worden gedaan om bestaande gegevens uit te breiden binnen een al gevestigd theoretisch of experimenteel kader.

## Laboratoria
De experimenten worden meestal uitgevoerd in laboratoria. De grootste experimenten worden tegenwoordig gedaan op het gebied van de deeltjesfysica, bijvoorbeeld in deeltjesversnellers zoals bij CERN in Zwitserland en in grote ondergrondse opstellingen zoals de Super-Kamiokande in Japan.

## Serendipiteit
In sommige gevallen levert een experiment een onverwacht resultaat op en wordt er iets ontdekt waarnaar men niet op zoek was. Zo werd in 1965 de kosmische achtergrondstraling ontdekt door experimenteel natuurkundigen die atmosferische radiogolven probeerden te meten. Men noemt dit soort toevallige vondsten serendipiteit.

## Mislukt experiment
Een meetresultaat (het resultaat van een experiment) kan om twee redenen onjuist of onbruikbaar zijn:
1. De meetopstelling is niet goed. Er wordt niet gemeten wat men denkt te meten, door een verstorend verschijnsel. De experimentator zal dan zijn meetopstelling moeten verbeteren.
2. De meting is niet nauwkeurig genoeg. De experimenteel natuurkundige zal altijd moeten bepalen hoe groot de meetonnauwkeurigheid is. Eventueel kan een experiment meerdere keren herhaald worden zodat de meetonnauwkeurigheid steeds kleiner wordt. Dit vergt kennis van statistische methoden.

## Publicatie
De experimenteel natuurkundige zal niet alleen de uitkomsten van zijn of haar experimenten beschrijven in vakbladen met controle (zogenaamd peerreview), maar ook de opstelling waarmee deze metingen zijn gedaan. Anderen moeten namelijk zijn experimenten kunnen herhalen om de reproduceerbaarheid te beoordelen. Alleen wanneer andere onderzoekers de experimenten onafhankelijk met hetzelfde resultaat hebben herhaald, wordt het experiment als bevestigd beschouwd. Vooral experimenten met opzienbarende resultaten houden een voorlopige status totdat ze bevestigd zijn. Een buitengewoon resultaat vereist ook een extra sterk bewijs. Een experiment dat aanwijzingen gaf voor koude kernfusie uit 1989 werd bijvoorbeeld niet zonder meer geloofd en bleek ook niet herhaalbaar te zijn, waarna het in de rangen der Dwaalwetenschap werd opgenomen.

## Experimentatoren
De eerste experimenteel natuurkundige was Archimedes (287–212 v.Chr.). Een van de grootste aller tijden was Michael Faraday (1791–1867), die erin slaagde de ingewikkelde verbanden tussen elektriciteit en magnetisme door middel van experimenten in kaart te brengen. Tot in de tweede helft van de negentiende eeuw deden de meeste natuurkundigen overigens zowel theorie als experimenten.